# Виколунго
Виколунго (итал. Vicolungo) је насеље у Италији у округу Новара, региону Пијемонт.
Према процени из 2011. у насељу је живело 789 становника. Насеље се налази на надморској висини од 166 м.

## Становништво
| 1931. | 1936. | 1951. | 1961. | 1971. | 1981. | 1991. | 2001. | 2011. |
| ----- | ----- | ----- | ----- | ----- | ----- | ----- | ----- | ----- |
| 1.161 | 1.155 | 1.056 | 952   | 858   | 876   | 815   | 842   | 883   |